# Цемент (ткани зуба)

1. Зубы человека; 7. Цемент

Цемент (лат. cementum) — специфическая костная ткань, покрывающая корень и шейку зуба человека, а также зубов других млекопитающих. Служит для плотного закрепления зуба в костной альвеоле. Цемент состоит на 68—70 % из неорганического компонента и 30—32 % из органических веществ.
Цемент подразделяется на бесклеточный (первичный) и клеточный (вторичный).
Первичный цемент прилежит к дентину и прикрывает боковые поверхности корня.
Вторичный цемент покрывает верхушечную треть корня и область бифуркации многокорневых зубов.

## Клеточный цемент
Клеточный цемент состоит из:
- цементоцитов;
- цементобластов;
- межклеточного вещества.

Цементоциты лежат в особых полостях (лакунах) и по строению схожи с остеобластами.
Цементобласты — активные клетки, строители цемента, обеспечивающие ритмическое отложение его новых слоев.
Межклеточное вещество состоит из:
- основного вещества;
- волокон.

## Функции цемента
1. защита дентина корня от повреждающих воздействий;
2. участие в формировании поддерживающего аппарата зуба;
3. обеспечение прикрепления к корню и шейке зуба волокон периодонта;
4. участие в репаративных процессах.

## Зубные цементы искусственные
- Современные материалы для пломбирования зубов.
- Выделяют следующие группы стоматологических цементов:

1. цинк-фосфатные (фосфат-цемент, висфат-цемент, унифас),
2. бактерицидные (фосфат-цемент с серебром или фосцем, аргил, уницем, диоксивисфат),
3. цинк-оксидэвгеноловые цементы (кариосан),
4. силикатные (силицин, силицин-2, велацин, алюмодент),
5. силикофосфатные (силидонт, веладонт, лактодонт, инфантид),
6. поликарбоксилатные цементы,
7. стеклоиономерные цементы,
8. амальгамы (серебряная амальгама следующего состава: Ag — 66 ч-75 %; Sn — 25ч-27 %; Cu — 3,6-5-5,0 %; Zn — 0+1,4 %; Hg — 0+3,0 %).